# Balthazar (novela)
Balthazar, publicada en 1958, es el segundo volumen de la serie El cuarteto de Alejandría del autor británico Lawrence Durrell. Novela que se desarrolla en Alejandría, Egipto, alrededor de la Segunda Guerra Mundial. Las cuatro novelas cuentan la misma historia desde diferentes puntos de vista y llegan a su conclusión en Clea.

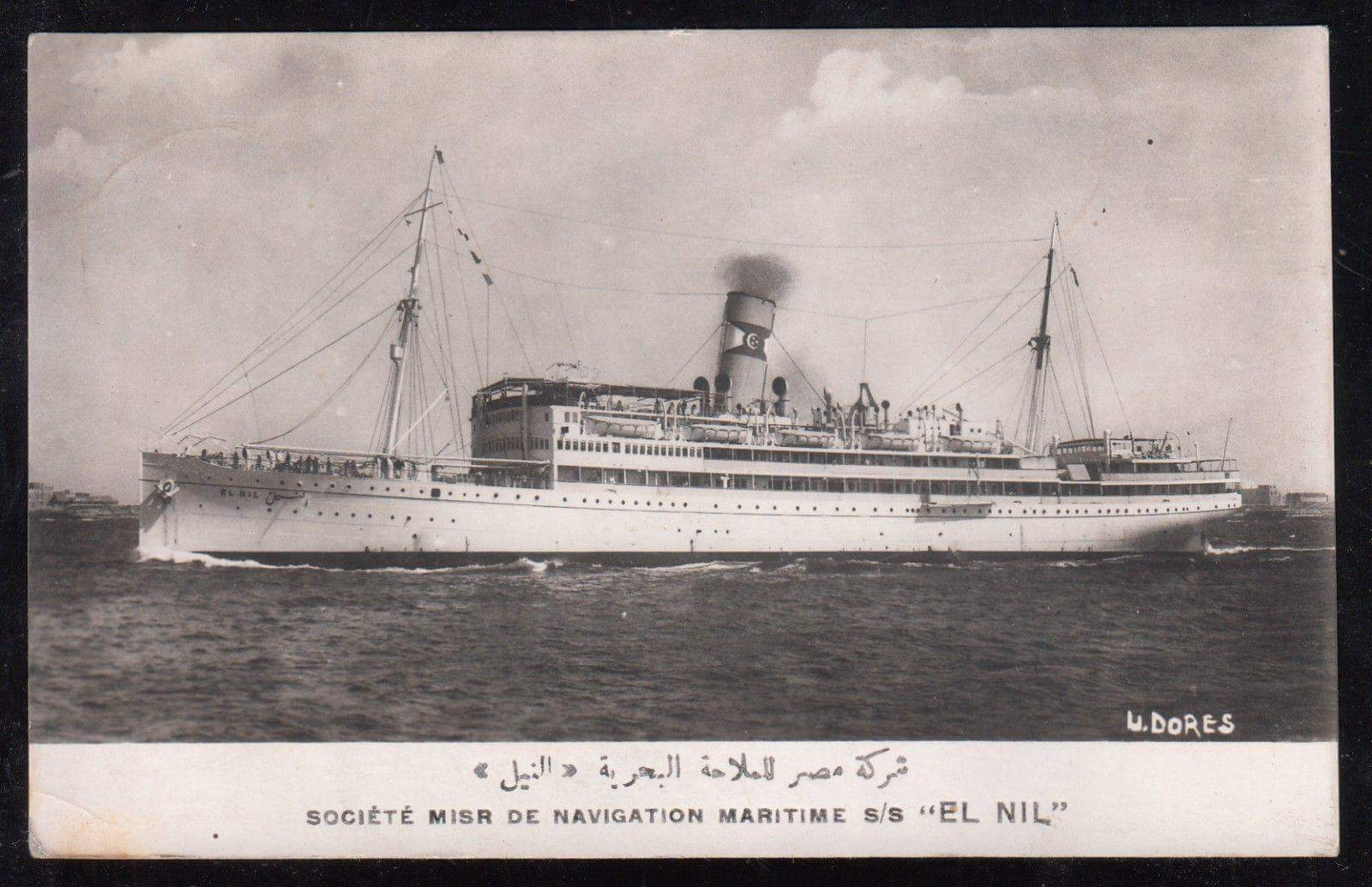
Vapor en Alejandría en 1937

Balthazar es la primera novela en la serie que presenta a un narrador alternativo, el médico Balthazar, que responde a la narración básica de Darley de la novela anterior, Justine. Es la novela más destacada por la crítica en comparación a las otras cuatro.

## Epígrafes y citas

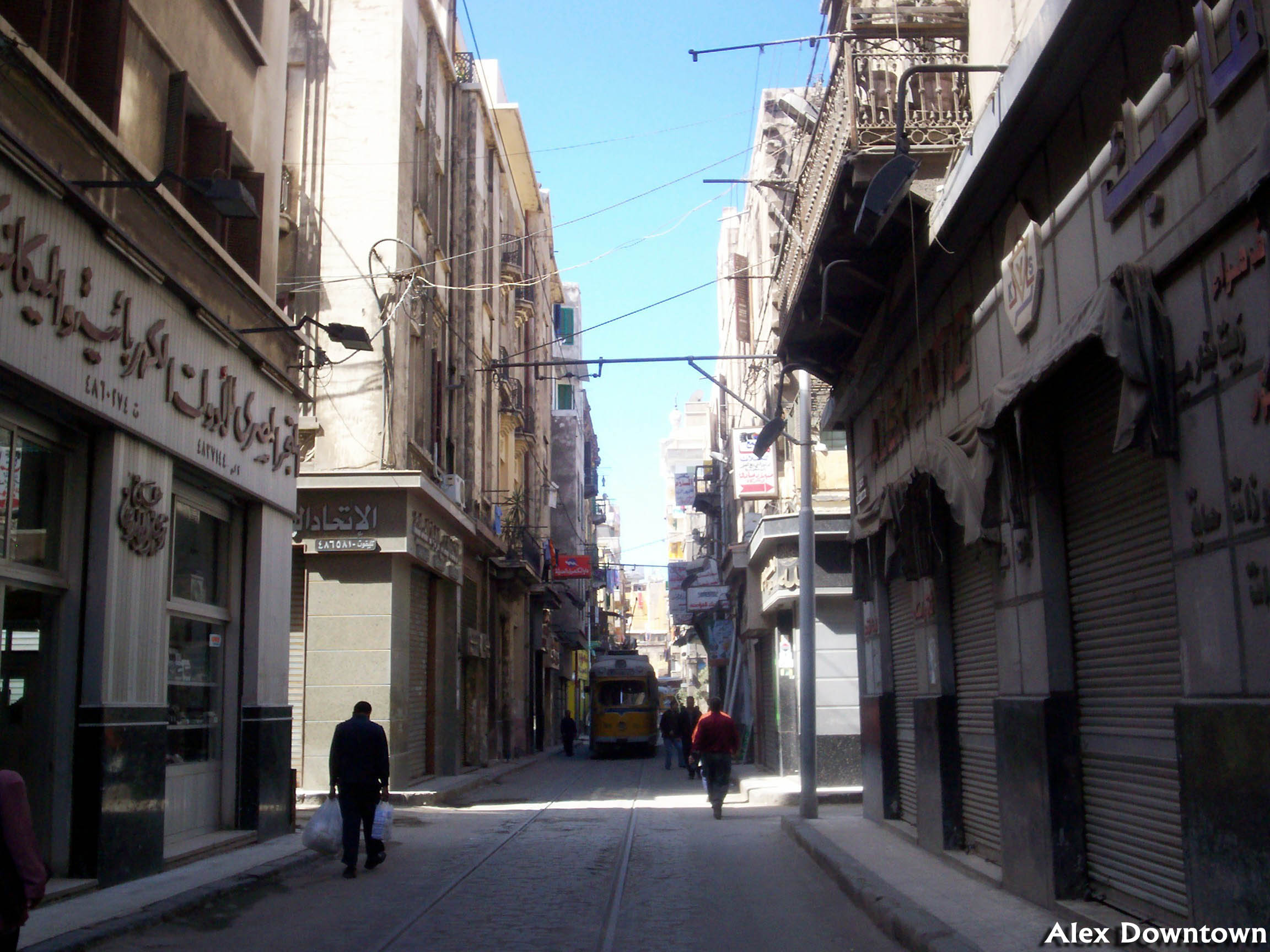
Centro de Alejandría

Durrell inicialmente tituló el libro Justine II. La novela incluye varios cambios de última hora en las pruebas del editor, tal vez lo más importante es el reemplazo y la expansión de la nota introductoria de la novela. La nota comienza: "Los personajes y las situaciones en esta novela, la segunda de un grupo: una hermana, no una secuela de Justine [...] Tres lados del espacio y uno del tiempo constituyen la receta de la mezcla de sopa". Las cuatro novelas siguen este patrón, sin embargo, las tres primeras partes se despliegan espacialmente y no están vinculadas en forma serial; se entrelazan, en una relación puramente espacial. El tiempo se detiene. Solo la cuarta parte representará el tiempo y será una verdadera secuela."
Las pruebas corregidas se encuentran en la Biblioteca McPherson de la Universidad de Victoria.
Utiliza una cita de Justine o los infortunios de la virtud de Sade que comienza: "Sí, insistimos en estos detalles, los ocultas con una decencia que elimina todo su margen de horror; solo queda lo que es útil para quien quiera familiarizarse con el hombre [...] habitado por miedos absurdos, solo discuten las puerilidades con las que todo tonto está familiarizado y no se atreven, al dar una mano audaz al corazón humano, ofrecer su idiosincrasia gigantesca a nuestra vista ".
El libro está dedicado a la madre de Durrell: "estas memorias de una inolvidable de la ciudad".

## Argumento y personajes

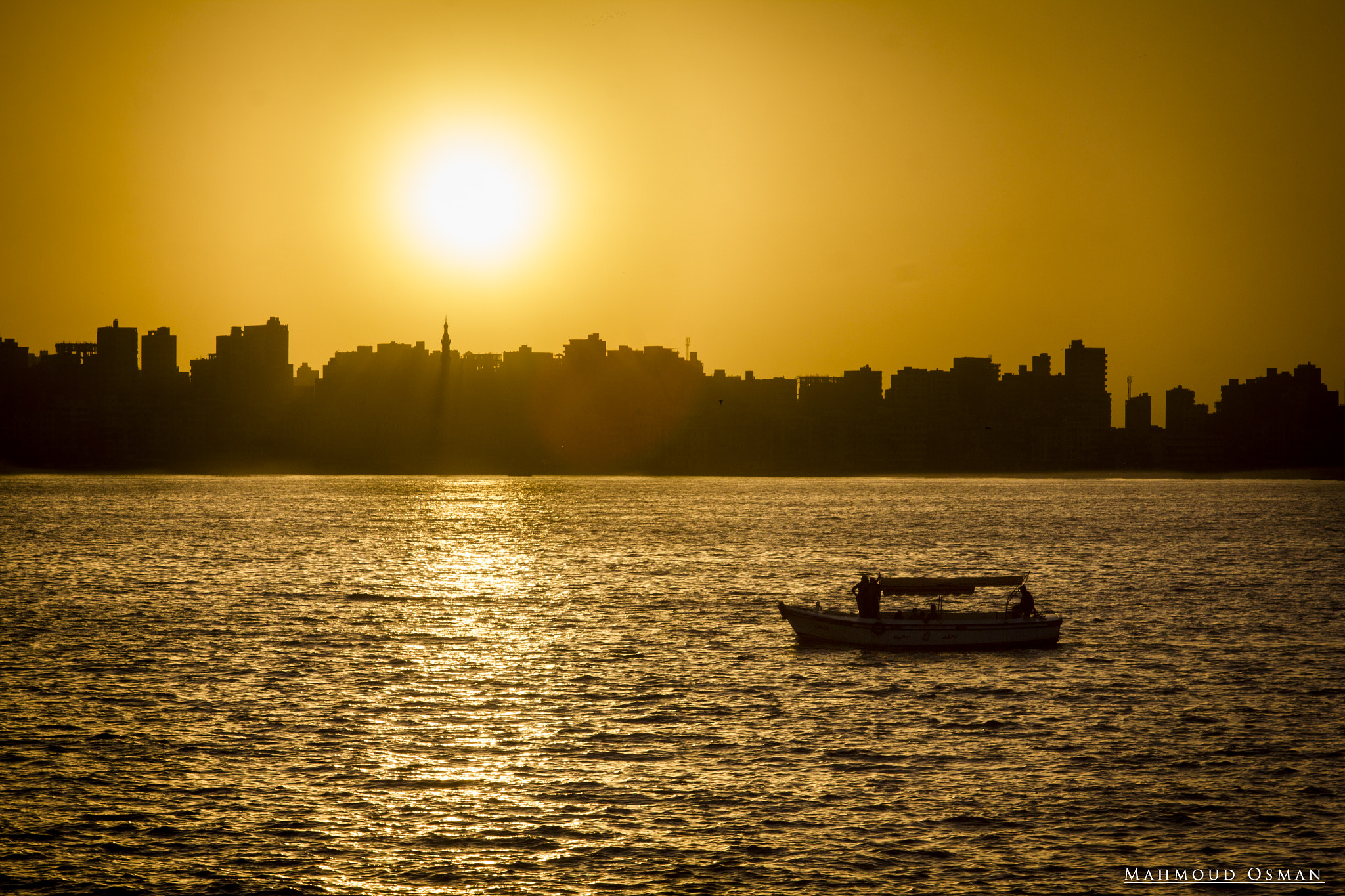
Alejandría, atardecer.

El segundo volumen es una corrección y una expansión del primero. El libro comienza contándonos como el narrador vive en una remota isla griega, con la hija ilegítima de Nessim y Melissa (de cuatro a seis años, lo que marca el tiempo transcurrido desde los eventos de Justine); sin embargo, el tono es muy oscuro y se opone a la luz y la reminiscencia de Prospero's Cell, el cuaderno de viaje de Durrell, las memorias de su vida en Corfú.
Destaca la descripción de la ciudad de Alejandría, de la cual podría decirse que es una protagonista más de la obra. La relación entre el narrador de la primera novela, Darley, con Justine sería una analogía de la mirada occidental frente a los enigmas de la cultura oriental alejandrina. Darley dice: “Lo que me hechizaba era la ilusión de que tal vez podría llegar a saber cómo era de verdad”. Igual que Justine, la ciudad se resiste a ser descifrada por Darley, en contraste con la capacidad natural de Clea o Balthazar para entender su esencia misteriosa. Esta naturaleza compleja de Justine y la ciudad, es descrita por Darley como “una hija auténtica de Alejandría, es decir, ni griega, ni siria, ni egipcia, sino un híbrido, una ensambladura”.
El psiquiatra, Balthazar, proporciona una nueva perspectiva con respecto a la historia narrada en el primer volumen, al que considera inexacto. Por ejemplo, tal como menciona en Justine, Darley pensaba que Justine lo amaba, pero Balthazar le dice que: "ella tuvo un romance contigo, traicionó a su esposo, Nessim, contigo, pero todo el tiempo estuvo enamorada de alguien más. Fuiste solo una pantalla para su verdadero interés, que era Pursewarden, el famoso novelista inglés. Por qué ¿Te dejó Pursewarden algo de dinero en su testamento? Bueno, ahora te lo diré".
Uno de los desarrollos más interesantes de la novela es la introducción de la familia de Nessim Hosnani, el millonario copto, cuando este visita a su madre, Leila, y su hermano Narousz en su casa de campo. Su madre perdió su belleza en una epidemia de viruela y volvió a usar el velo , su hermano nació con labio leporino, no le gusta verse. Va a Alejandría solo en la época de carnaval, cuando todos están enmascarados.

### Primera parte

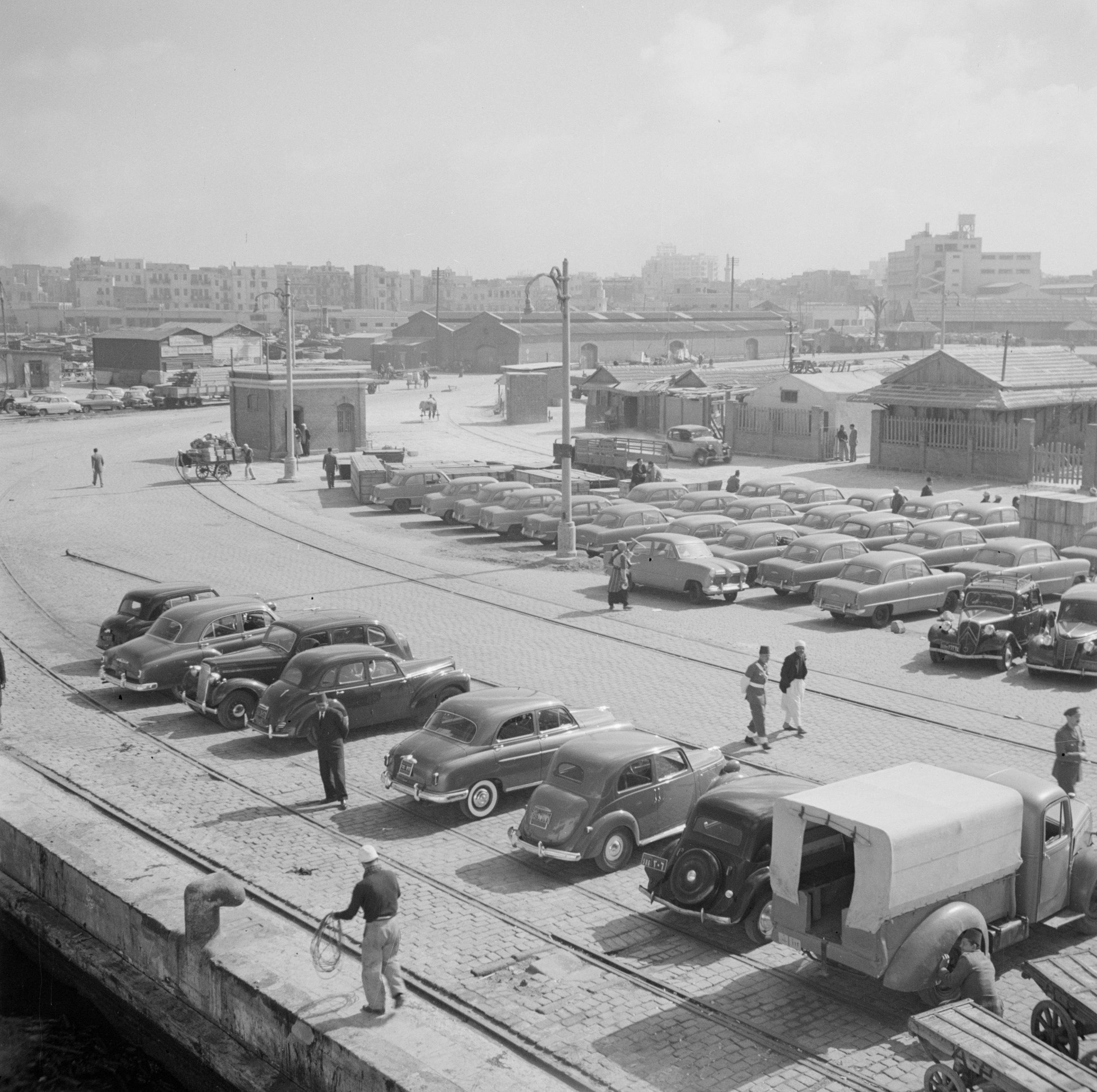
El puerto de Alejandría en 1950

Esta sección está dedicada a la historia Interlineal, rápida y sin ceremonias de todos los "hechos" de Justine. Balthazar llega en un bote de vapor con el Interlineal de hojas sueltas, el manuscrito narrativo que Darley, el narrador envío a Balthazar a Alejandría. El manuscrito está "marcado y protagonizado por un interlineal masivo de oraciones, párrafos y signos de interrogación [...] Fue rayado, estrellado con preguntas y respuestas en tintas de diferentes colores, en escritura de otro tipo". Algunos secretos se revelan rápidamente con un mínimo de ceremonia. Luego de esto, la memoria del narrador se dirige a Alejandría, donde continúa recordando lamentablemente, busca y, a veces, encuentra a los personajes de los libros anteriores.
Profoligismo y sentimentalismo; matar el amor al tomar las cosas con calma; dormir con disgusto eso era Alejandría, la ciudad madre, inconscientemente poética, ejemplificada en los nombres y rostros que componían su historia. Escucha Tony Umbada, Baldassaro Trivizani, Claude Amaril, Paul Capodistria, Dmitri Randidi, Onouphrios Papas, el Conde Banubula, Jacques de Guery, Atenea Trasha, Djamboulat Bey, Delfina de Francueil, General Cervoni, AhmedHassan Pacha, Pozzo di Borgo, Pierre Balbz, Haddad Fahmy Amin, Mehmet Adm, Wilmot Pierrefeu, Toto de Brunel, el Coronel Neguib, Dante Borromeo, Benedict Dangeau, Pia dei Tolomei, Gilda Ambron.

### Segunda parte
Esta sección está relacionada principalmente con la voz de Balthazar, trata sobre el novelista Ludwig Pursewarden, creación de Durrell a partir del novelista británico Wyndham Lewis. También encontramos la historia de la desaparición de Scobie, quien fue arrastrado al puerto y matado por los marineros, a quienes habría estado intentando seducir. Una de las primeras descripciones de "Crímenes de odio" contra los homosexuales en la literatura británica moderna. Como consecuencia, los habitantes del barrio de Scobie saquearon su casa, robaron sus escasas posesiones y bebieron todo el licor que había estado destilando en su bañera. El licor termina causando dos muertes y veintidós envenenamientos graves, que Durrell denomina "Scobie dejando una marca en el mundo".

### Tercera parte
Esta sección narra el periodo de carnaval en Alejandría y un asesinato que ocurrió durante el apogeo de la aventura de Darley con Justine, aunque no se menciona en la novela anterior.

### Cuarta parte
Esta sección está dedicada a las reminiscencias de Clea en las que Balthazar le revela a Darley que, si bien había sido poco visionario, se había visto atrapado en su intriga con Justine, y había encontrado consuelo en su caída emocional en los brazos de Melissa, aunque la persona que "realmente lo amaba" era Clea. Esta sección funciona mejor si se lee detenidamente antes de iniciar Clea.

## El amor moderno

Finca de los alrededores de Alejandría en 1937

Durrell escribe en la Nota del autor: "El tema central del libro es una investigación del amor moderno [...]" A lo que se refiere con el término, lo deja indefinido pero el tema: los asuntos prolongados entre los protagonistas, la poligamia sincrónica mutua , el homoerotismo y el travestismo, el sadomasoquismo psicológico y real, sin la más mínima insinuación de una relación sexual o romántica socialmente convencional, le dan al lector una buena idea de lo que se trata.
El libro abunda en aforismos, probablemente un uso ejemplar de las observaciones fecundas de los diarios de un poeta-escritor literario, como: "Cuando arrancas una flor, la rama vuelve a su lugar. Esto no es cierto con respecto a los afectos del corazón "es lo que Clea dijo una vez a Balthazar". O como cuando Justine propone hacerle el amor a Nessim en su primer encuentro: "No, ella no quiso decir las palabras, porque vulgar como sonaba la idea, sabía que estaba en lo cierto según los términos de su intuición, ya que lo que ella propuso es realmente para las mujeres, la piedra de toque vital para el ser de un hombre, el conocimiento no de sus cualidades que se pueden analizar o inferir, sino el sabor de su personalidad. Nada, excepto el acto de amor físico, nos dice esta verdad a unos de otros ..."
O Pursewarden, a Pombal: "'En fait l'amour pour mieux refouler et pour decourager les autres'".
Balthazar es una búsqueda de la verdad. Y Pursewarden, aunque muy brillante, es menos emocionante que la mujer que lo adora. El pensamiento siempre debe ser colocado después del sentimiento en la ficción.
A Balthazar: "En cuanto a Justine, la considero como un viejo y aburrido turno sexual a través del cual, presumiblemente, todos debemos pasar: una Venus alejandrina algo vulpina. Por Dios, qué mujer sería si fuera realmente natural y no se sintiera culpable ! "
- "(Una de las grandes paradojas del amor. La concentración en el objeto de amor y la posesión son los venenos.)", Por lo que subvierte perfectamente la premisa completa de Justine. Por eso Balthazar y no Justine es la verdadera "Novela Moderna" en todo el Cuarteto. Incluso se podría argumentar que el éxito de Justine se debe enteramente a que cumple con las expectativas del público de lo que se supone que es una novela, y así se deja ver, aunque la clara voz de autor y la magnificencia estilística no tuvieron una pequeña parte en su papel. Incluso Mountolive fue descrito por Durrell como "una narrativa naturalista recta", al igual que Clea, con su cumplimiento habitual de los dispositivos de trama como la progresión temporal, el conflicto y el desenlace. Solo Balthazar se destaca irónicamente, gracias a su mordiente interlineal.
- "En cuanto a Pursewarden, creía con Rilke que ninguna mujer agrega nada a la suma de la Mujer, y por saciedad ahora se había refugiado en la abundancia de la imaginación: el verdadero campo de mérito para el artista ..."
-, "Todos buscamos a alguien encantador para ser infiel a... ¿creías que eras original?"
-, "¡La raza humana! Si no puedes hacer el truco con la que tienes, cierra los ojos e imagina la que no puedes obtener. ¿Quién sabe? Es perfectamente legal y secreto. Es el ¡Matrimonio de mentes verdaderas! "
-, "¡Grandes cielos! Aquí estamos discutiendo como un par de recién casados. Pronto nos casaremos y viviremos en una sucia compatibilidad, disfrutando de las espinillas de cada uno. ¡Ugh! Isométrica espantosa de la pareja perfecta..."
Acabada la publicación del Cuarteto de Alejandría, en 1962 Durrell fue nominado al Premio Nobel, en una lista restringida, compuesta por John Steinbeck, que resultó ganador, Robert Graves, el dramaturgo francés Jean Anouilh y la autora danesa Karen Blixen.